# 小木田村
小木田村（おぎたむら）は、愛知県東春日井郡にかつてあった村である。
現在の春日井市の一部（小木田町、関田町など）に該当する。

## 歴史
- 1889年（明治22年）10月1日 - 関田村、下市場村、大泉寺新田が合併。小木田村発足。
- 1906年（明治39年）7月16日 - 下原村、八幡村、雛五村 [1]と合併し、篠木村発足。同日小木田村廃止。